# Badminton op de Europese Spelen 2015
Badminton is een van de sporten die beoefend werden op de Europese Spelen 2015 in Bakoe, Azerbeidzjan van 22 tot en met 28 juni.

## Programma
Er werd bij het badminton in een sportdisciplines in vijf onderdelen om de medailles gestreden, de evenementen werden gelijk verdeeld tussen mannen en vrouwen.
| juni 2015 | zo 22 | ma 23 | di 24 | wo 25 | do 26 | vr 27 | za 28 | Tot. |
| --------- | ----- | ----- | ----- | ----- | ----- | ----- | ----- | ---- |
| Badminton |       |       |       |       |       | 2     | 3     | 5    |

## Medailles

### Mannen
| Onderdeel          | Goud | Goud                         | Zilver | Zilver                       | Brons   | Brons                                             |
| ------------------ | ---- | ---------------------------- | ------ | ---------------------------- | ------- | ------------------------------------------------- |
| Mannen individueel | ESP  | Pablo Abian                  | DEN    | Emil Holst                   | GER LTU | Dieter Domke Kestutis Navickas                    |
| Mannen dubbelspel  | DEN  | Carsten Mogensen Mathias Boe | RUS    | Vladimir Ivanov Ivan Sozonov | GER IRL | Raphael Beck Andreas Heinz Sam Magee Joshau Magee |

### Vrouwen
| Onderdeel           | Goud | Goud                            | Zilver | Zilver                                 | Brons   | Brons                                                |
| ------------------- | ---- | ------------------------------- | ------ | -------------------------------------- | ------- | ---------------------------------------------------- |
| Vrouwen individueel | DEN  | Line Kjaersfeldt                | BEL    | Lianne Tan                             | BUL     | Clara Azurmendi Petya Nedelcheva                     |
| Vrouwen dubbelspel  | BUL  | Stefani Stoeva Gabriella Stoeva | RUS    | Eskaterina Bolotova Evgenya Kosetskaya | TUR DEN | Naslihan Yigit Ozge Bayrat Maria Helsbol Lena Grebak |

### Gemixt team
| Onderdeel          | Goud                | Goud                      | Zilver             | Zilver                               | Brons                                 | Brons                                              |
| ------------------ | ------------------- | ------------------------- | ------------------ | ------------------------------------ | ------------------------------------- | -------------------------------------------------- |
| Gemengd dubbelspel | Vlag van Denemarken | Sara Thygesen Niclas Nohr | Vlag van Frankrijk | Gaetan Mittelheisser Audrey Fontaine | Vlag van Ierland · Vlag van Duitsland | Chloe Magee Sam Magee Raphael Beck Kira Kattenbeck |

Atletiek · Badminton · Basketbal · Boksen · Boogschieten · Gymnastiek · Judo · Kanovaren · Karate · Sambo · Schermen · Schietsport · Schoonspringen · Strandvoetbal · Synchroonzwemmen · Taekwondo · Tafeltennis · Triatlon · Volleybal · Waterpolo · Wielersport · Worstelen · Zwemmen